# Liesdorf (Potsdam)
Liesdorf, auch Lüsdorf oder Lüdersdorf, war ein hochmittelalterliches Dorf, das schon vor der Mitte des 14. Jahrhunderts wüst fiel. Es lag im heutigen Stadtteil Potsdam-Süd der Landeshauptstadt Potsdam (Brandenburg). Heute erinnert nur noch die Straße Lisdorf (ohne e) in Waldstadt I an das früh verschwundene Dorf.

## Geschichte und Lage
Das Dorf wurde erst 1486 erstmals als die wusten dorffstede Luderstorff erwähnt. Es war damals also schon nicht mehr existent. Da es auch nicht im Landbuch Karls IV. aufgeführt ist, muss es deutlich vor 1375 wüst gefallen sein. Über die Gründe kann nur spekuliert werden. 1683 wird die ehemalige Dorfstätte Ließdorf genannt, 1767 der „Lüßdorf Acker“. 1843 ist es im Plan von Potsdam als Liesdorf eingezeichnet. Der Name bedeutet, Dorf des Luder/Lüder. Luder/Lüder ist die Kurz- oder Koseform von Personennamen wie Liuthari/Lothar oder Lutger.
1486 waren die Brüder Mauritius und Claus von Schönow mit Bergholz belehnt. Zu den Lehnstücken gehörte auch die wuste dorffstede Luderstorff mit den Heiden, Wiesen, Äckern, Ober- und Niedergerichten und allem Zubehör. 1556 starb Joachim von Schönow als letzter seines Geschlechts; sein Lehensbesitz fiel nun an den Kurfürsten heim. Joachim II., „Hector“ verlieh in diesem Jahr Bergholz und die wüste Feldmark Liesdorf an Hans von Schlabrendorf. Bergholz und die Feldmark Liesdorf blieben im Besitz der Familie von Schlabrendorf, die es 1601 an die v. Lüderitz veräußern musste. Von 1614 bis 1620 gehörten das Dorf Bergolz und die Feldmark Liesdorf den v. Schlabrendorf und v. Thümen, ab 1620 bis 1654 den v. Thümen allein. 1654 konnten die v. Schlabrendorf Bergholz und Liesdorf wieder in ihren Besitz bringen. 1659 verkaufte schließlich Manasse von Schlabrendorf Bergholz und die Feldmark Liesdorf an seinen Schwiegersohn Otto von Schwerin. Dieser verkaufte Bergholz und die Feldmark Liesdorf schließlich 1662 an den damaligen brandenburgischen Kurfürsten, den „Großen Kurfürsten“ Friedrich Wilhelm, der das Dorf und die Feldmark dem Amt Potsdam zur Verwaltung überwies. Sie wurde zu Zeiten des Amtes der Potsdamer Heide bzw. Potsdamer Forst zugeschlagen und nicht an die Feldmark Bergholz angegliedert. Es ist anzunehmen, dass die Gemarkung schon vor oder spätestens nach dem Dreißigjährigen Krieg wieder bewaldet war. Sie wurde danach nicht mehr als separate Feldmark ausgeschieden. Im 19. Jahrhundert gehörte dieser Teil des Potsdamer Forstes zum Forstgutsbezirk Plantagenhaus. Im 20. Jahrhundert entstand auf der alten Dorfstätte die Siedlung Nuthestrand in Waldstadt I (Straßennamen: Lisdorf, Zur Nuthe und Am Stadtrand). Heute erinnert nur noch der Straßenname Lisdorf, allerdings ohne e geschrieben, an das hochmittelalterliche, im 14. Jahrhundert wüst gefallene Dorf.